# Placówka Straży Celnej „Kaczyce Górne”

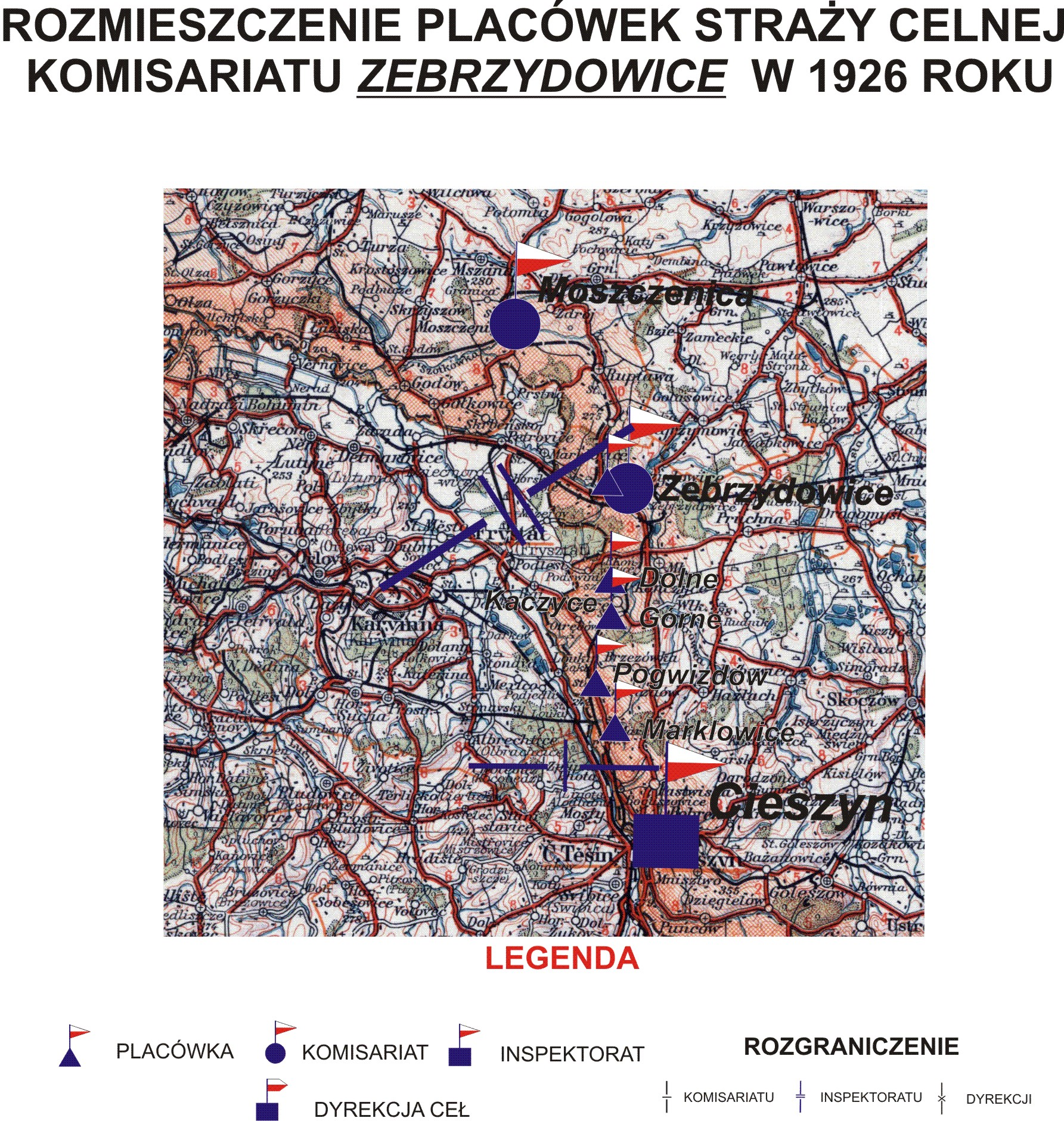
Rozmieszczenie placówek SC komisariatu „Zebrzydowice” w 1926 r.

Placówka Straży Celnej „Kaczyce Górne” – jednostka organizacyjna Straży Celnej pełniąca w okresie międzywojennym służbę ochronną na granicy polsko-czechosłowackiej.

## Formowanie i zmiany organizacyjne
Na wniosek Ministerstwa Skarbu, uchwałą z 10 marca 1920 roku, powołano do życia Straż Celną. Od połowy 1921 roku jednostki Straży Celnej rozpoczęły przejmowanie odcinków granicy od pododdziałów Batalionów Celnych. Proces tworzenia Straży Celnej trwał do końca 1922 roku. Placówka Straży Celnej „Kaczyce Górne” weszła w podporządkowanie komisariatu Straży Celnej „Zebrzydowice” z Inspektoratu SC „Cieszyn”.
W drugiej połowie 1927 roku przystąpiono do gruntownej reorganizacji Straży Celnej. W praktyce skutkowało to rozwiązaniem tej formacji granicznej. Ochronę północnej, zachodniej i południowej granicy państwa przejęła powołana z dniem 2 kwietnia 1928 roku Straż Graniczna.
Rozkazem nr 4 z 30 kwietnia 1928 roku w sprawie organizacji Śląskiego Inspektoratu Okręgowego dowódca Straży Granicznej gen. bryg. Stefan Pasławski powołał Komisariat Straży Granicznej „Zebrzydowice”. Placówka Straży Granicznej I linii „Kaczyce” znalazła się w jego strukturze.

## Funkcjonariusze placówki
Kierownicy placówki
| stopień    | imię i nazwisko, numer | okres pełnienia służby | kolejne stanowisko |
| ---------- | ---------------------- | ---------------------- | ------------------ |
| przodownik | Józef Regeńczuk (853)  | był w 1926             |                    |

Obsada personalna placówki w 1926:
- przodownik Józef Regeńczuk (853)
- starszy strażnik Adam Kubisz (523)
- strażnik Jakub Bednarczyk (107)
- strażnik Ludwik Lofek (582)
- strażnik Wawrzyn Skałka (973)
- strażnik Franciszek Wójcik (1073)
- strażnik Franciszek Domański (198)
- strażnik Bronisław Grochala (296)
- strażnik Kazimierz Burczyk (106)
- strażnik Teodor Kurdyś (531)
- strażnik Ignacy Krela (526)